# August von Jilek
August von Jilek (28 de agosto de 1819 - 8 de noviembre de 1898), de lo contrario August Jilek o Jileck, fue un médico naval checo, profesor, administrador y aristócrata (caballero). 

## Biografía
Nació en Litomyšl en Bohemia, ahora en la República Checa, donde el apellido Jilek se remonta al siglo XV. Estudió medicina en Viena y después de calificar como médico se unió a la armada imperial austriaca el 23 de octubre de 1845.
No se sabe nada sobre los primeros años de Jilek en la marina. Saltó a primer plano cuando fue elegido para ocupar el puesto de médico personal del Archiduque Fernando Maximiliano. Esto podría haber sucedido con la entrada de Maximiliano en la marina y su servicio a bordo del barco SMS Novara en 1851.
En octubre de 1852, Jilek fue nombrado médico principal en la recién designada Academia Naval (antiguo Colegio de Cadetes) en Pola en Istria, ahora parte de Croacia, donde también dio conferencias sobre oceanografía. En marzo de 1856, el archiduque Maximiliano, para entonces comandante en jefe de la armada, colocó las bases para un nuevo arsenal y un nuevo edificio de la academia, y en julio de 1857 Jilek completó un libro de texto sobre oceanografía para estudiantes de la academia.
El 4 de octubre de 1863, Jilek fue transferido a tareas administrativas en el ministerio (más tarde departamento) de la marina, donde se convirtió en director de la rama médica (1871) y ascendió al rango de almirante (1 de noviembre de 1888) antes de retirarse en marzo de 1894.
Los logros de Jilek en medicina naval incluyeron la publicación de dos estudios sobre la malaria, una enfermedad endémica de Istria, y en 1868 escribió un informe sobre gastroenteritis que pudo haber sido un documento interno del departamento de marina. Supervisó la introducción de la antisepsia listeriana y la profesionalización del servicio, es decir, la sustitución de los cirujanos de nave, a menudo poco más que enfermeros, con médicos altamente cualificados.
No hay evidencia de que Jilek se haya casado o haya tenido hijos. Murió en Trieste el 8 de noviembre de 1898.